# Ujgurština
Ujgurština je středoasijský jazyk altajského původu. Řadí se mezi turkické (turkotatarské) jazyky a je příbuzná s turečtinou nebo uzbečtinou. Gramaticky se jedná o aglutinační jazyk.
Ujgursky hovoří přibližně osm milionů lidí, z nich velká většina patří k Ujgurům žijícím v Ujgurské autonomní oblasti Sin-ťiang na severozápadě Čínské lidové republiky. Významnější ujgurské menšiny jsou dále usazeny v sousedním Kazachstánu, Kyrgyzstánu a Uzbekistánu. Malé komununity Ujgurů žijí též na Tchaj-wanu, v USA, Německu a Turecku.

## Písmo
Ujgurské písmo bylo vytvořeno na základě persko-arabského písma modifikacemi, které odpovídají fonetickým zvláštnostem ujgurštiny. V zemích bývalého Sovětského svazu byla pro zápis ujgurštiny upravena cyrilice. Dřívější snahy o zápis ujgurštiny latinkou se neujaly a tento způsob psaní se nyní používá pouze pro transliteraci ujgurského písma.

## Výslovnost
Výslovnost ujgurských hlásek není složitá, většina zvuků je českým mluvčím známá z:
- rodného jazyka („kh“ = ch; „sh“ = š; „zh“ = ž; „j“ = dž; „ch“ = č)
- jiných evropských jazyků (slovenština – „ä“; němčina – „ö“, „ü“ a „p“ = německé přídechové „p“; „gh“ = francouzské hrdelní „r“ aj.)
- výjimečně z mimoevropských jazyků („q“ = arabské hrdelní „k“).

Obtížnější je intonace a větný přízvuk, které je potřeba odposlouchat od rodilých Ujgurů.

## Příklady

### Číslovky
| Číslice | Ujgursky      | Transliterace | Česky |
| 1       | бир/بىر       | bir           | jeden |
| 2       | икки/ئىككى    | ikki          | dva   |
| 3       | үч/ئۈچ        | üch           | tři   |
| 4       | төт/تۆت       | töt           | čtyři |
| 5       | бəш/بەش       | besh          | pět   |
| 6       | aлтə/ڇهه      | alte          | šest  |
| 7       | йəттə/يەتتە   | yette         | sedm  |
| 8       | cəккиз/سەككىز | sekkiz        | osm   |
| 9       | тoққyз/توققۇز | toqquz        | devět |
| 10      | oн/ئون        | on            | deset |

## Základní ujgurské fráze
- Vítejte. - Qarşi eliş.
- Ano. / Ne. – Hä'ä. nebo Shundaq. / Yeq.
- Děkuji. / Není zač. – Rähmät sizgä. / Keräk yoq.
- Dobrý den. (pozdrav) / Dobrý den. (odpověď) / Dobré ráno! – Ässalamu äläykum. / Wä'äläykum ässalam.
- Dobrou noc. - Xäyrılik käç!
- Na shledanou! – (Her) khosh! / Xäyrı xoş!
- Ahoj. (pozdrav) / Ahoj. (odpověď) – Yakhshimusiz. / Yakshi. / Salam.
- Nerozumím. – Chüshänmaymän.
- Nemluvím ujgursky. – Män uyghurchä sözliyalmäymän.
- Kde je …? – … qäyärdä?
- Kudy? – Qaysi yünülüshtä?
- nalevo / napravo – sol / ong
- Je mi zle. – Män kisäl.
- Pomoc! – Yärdämgä!
- Stop! – Tokhtung!
- Zavolejte doktora / policii! – Doktor / saqchilar chakiring!
- Kdy? – Qachan?
- Jak se máš? - Yaxşimusız?
- Jsem v pohodě, děkuji a ty? - Män yaxşi, räxmät sızgä, öziñızçu?
- Rád tě poznávám! - Sız bilän körüşkinımızgä xuşalmän!
- Děkuji za vaši pomoc! - Yardimiñızgä rähmät!
- Jmenuji se ... - Menıñ ismım ...
- včera / dnes / zítra – tünügün / bügün / ätä

## Vzorový text
Otče náš (modlitba Páně):
I ershtiki atimiz,
sëning naming ulughlanghay.
Padishahliqing yer yüzide namayan bolghay.
Iradeng ershtikidek yer yüzidimu emelge ashurulghay.
Kündlik yëmeklikimizni bergeysen.
Bizge gunah qilghanlarni kecürginimizdek,
senmu gunahlirimizni kecürgeysen. Bizni azdurulushlardin
Saqlap qalghaysen. Bizni yamanliqtin yiraq qilghaysen.

### Všeobecná deklarace lidských práv
| ujgursky    | ﮬﻪﻣﻤﻪ ئادەم زاﻧﯩﺪﯨﻨﻼ ﺋﻪﺭﻛﯩﻦ، ﺋﯩﺰﺯﻩﺕ-ھۆرﻣﻪت ۋە ھوقۇقتا باپباراۋەر بولۇپ تۇغۇلغان. ئۇلار ﺋﻪﻗﯩﻠﮕﻪ ۋە ۋﯨﺠﺪﺍﻧﻐﺎ ﺋﯩﮕﻪ ﮬﻪﻣﺪﻩ ﺑﯩﺮ-ﺑﯩﺮﯨﮕﻪ ﻗﯧﺮﯨﻨﺪﺍﺷﻠﯩﻖ ﻣﯘﻧﺎﺳﯩﯟﯨﺘﯩﮕﻪ ﺧﺎﺱ ﺭﻭﮪ ﺑﯩﻠﻪﻥ ﻣﯘﺋﺎﻣﯩﻠﻪ ﻗﯩﻠﯩﺸﻰ ﻛﯧﺮەك.  |
| transkripce | Hemme adem zatidinla erkin, izzet-hörmet we hoquqta babbarawer bolup tughulghan. Ular eqilghe we wijdan'gha ige hemde bir-birige qérindashliq munasiwitige xas roh bilen muamile qilishi kérek. |
| česky       | Všichni lidé se rodí svobodní a sobě rovní co do důstojnosti a práv. Jsou nadáni rozumem a svědomím a mají spolu jednat v duchu bratrství.                                                      |